# 八達市場駅
八達市場駅（パルタルシジャンえき）は、大韓民国大邱広域市西区にある大邱交通公社（DTRO）3号線の駅である。駅番号は324。

## 駅構造
相対式ホーム2面2線の高架駅。
のりば
※のりば番号の設定は無し。
| 上り | ●大邱都市鉄道3号線 | 万坪・工団・漆谷慶大病院方面 |
| 下り | ●大邱都市鉄道3号線 | 院垈・北区庁・龍池方面       |

## 駅周辺
- 八達市場
- 八達新市場
- 万坪住民図書館
- 魯院119安全センター
- 大邱魯院洞郵便局
- 飛山5洞住民センター
- 大邱仁智初等学校
- トンアリ公園
- 飛山公園

## 歴史
- 2015年4月23日: 3号線の開業とともに開業。

## 隣の駅
大邱交通公社
●3号線
万坪駅 (323) - 八達市場駅 (324) - 院垈駅 (325)